# Умаодан
Умаодан (кит. упр. 五毛党, пиньинь wǔmáodǎng — полуюаневая партия, также 50-центовая партия, англ. 50 Cent Party) — неофициальное название китайских проправительственных блогеров и участников интернет-форумов, высказывающих положительное мнение о правительстве КНР, Коммунистической партии Китая и проводимой государственной политике. Название происходит от кит. «у мао», то есть 5 цзяо (0,5 юаня, или примерно 6,6 российских рублей). Именно столько они предположительно получают за один пост или комментарий, размещённый в интернете; при этом существует немало добровольцев, выполняющих те же действия бесплатно.
Количество таких пользователей точно не известно, но составляет десятки тысяч человек; примерно 280 тысяч или 300 тысяч, по оценке британской газеты The Guardian. Общее количество пользователей интернета в Китае превышает 300 миллионов.
Умаоданы действуют в чатах, блогах, на форумах. В число наиболее острых тем входят отношения материкового Китая с островом Тайвань, Тибет, сокрытие информации об эпидемиях и загрязнении окружающей среды, цензура в Интернете и аресты диссидентов.
Отдельные действия умаоданов начались в 2005 году, когда местные власти стали специально нанимать веб-комментаторов. 23 января 2007 года в своей речи глава КНР Ху Цзиньтао призвал «достичь превосходства в общественном мнении в интернете» и «активно использовать новые технологии для укрепления положительной пропаганды». После этого платные комментаторы стали активно наниматься во всех регионах Китая.
На 2009 год предполагалось[кто?], что практический любой негативный отзыв о действиях властей моментально получает комментарии от умаоданов, высмеивающих автора и опровергающих его мнение.
По версии издания Meduza, в 2019 году власти Китая запустили в соцсетях Facebook и Twitter свои «фабрики троллей» для дискредитации протестного движения в Гонконге.

## В культуре
С 2020 года в Рунете распространены мемы, пародирующие китайскую пропаганду в целом и умаоданов в частности: в них используется неприкрытое восхваление компартии и Си Цзиньпина (чьё имя пишется исключительно на пиньине: Xi) и ломаный русский язык. Впервые данное пародирование китайских ботов появилось ориентировочно в ноябре-декабре 2020 года на имиджборде «Двач» в виде копипаст примерно следующего содержания:

Приветствовать. Я обычный рабочий Иван из города Тверь. Я хотеть чтобы Китай и Xi взять под крыло Россия.
Впоследствии мемы подобного содержания стали появляться и во ВКонтакте в виде картинок, на которых, наряду с текстом на ломаном русском (самыми известными фразами стали «партия гордится тобой» и «партия выдать одна кошка-жена»), стали появляться зелёные стрелки, символизирующие повышенный социальный рейтинг, мешок или миска риса в качестве вознаграждения за комментарий, восхваляющий КНР. После того, как на Ютуб-канале CGTN было выложено новогоднее обращение Си Цзиньпина, анонимы с «Двача» устроили скоординированную атаку на видео, оставив больше тысячи комментариев подобного содержания. В них, в том числе, в нелицеприятном свете выставляется Владимир Путин, называемый там «председатель плешь», «плешивый низкий моль» и т. д. Паблик ВКонтакте «Компартия Китая 红龙习近平», полностью посвящённый подобным мемам, также периодически устраивает подобные «нашествия» в комментариях других сообществ.